# 손재혁 (1997년)
손재혁(1997년 9월 3일 ~ )는 대한민국의 축구 선수로, 포지션은 골키퍼이다.